# Schistidium gracile
Schistidium gracile là một loài Rêu trong họ Grimmiaceae. Loài này được (Röhl.) Limpr. mô tả khoa học đầu tiên năm 1889.